# 朝鮮鰟鮍
朝鮮鰟鮍（學名：Rhodeus uyekii）為輻鰭魚綱鯉形目鱊科鰟鮍屬的其中一種，它最初於1935年由T. Mori最初將其命名為 Pseudoperilampus uyekii，分布於亞洲韓國淡水流域，體長可達6.2公分，棲息在底中層水域，雌魚會在將卵產在蚌殼內，幼魚孵化後，會留在貝殼中直到能獨立游泳，生活習性不明。

## 扩展阅读
維基物種上的相關：朝鮮鰟鮍